# Mohamed Abd ar-Rahmán
Mohammed Abdulrahman  (Rijád, 1989. február 4. –) jemeni származású Egyesült Arab Emírségek-beli labdarúgó, az élvonalbeli El-Ajn FC csatára.

## Pályafutása
A 2010-es AFC-bajnokok ligája-sorozatban 3 meccsen játszott.
Az Egyesült Arab Emírségek válogatottjában 2010. október 9-én mutatkozott be a Chile elleni barátságos mérkőzésen. Tagja volt a 2015-ös Ázsia-kupán részt vevő keretnek, ahol az Egyesült Arab Emírségek harmadik lett. Négy évvel később szintén bekerült az Ázsia-kupán részt vevő keretbe.